# Alexander Kovács
Alexander Kovács (* 8. října 1950, Vlčany) je bývalý slovenský útočník, reprezentant Československa.

## Fotbalová kariéra
V československé lize začínal za Inter Bratislava. Dále hrál ve druhé lize za Baník Prievidza. V československé lize hrál dále v letech 1976–1980 za Jednotu Trenčín. V československé lize nastoupil celkem ve 140 utkáních a dal 39 gólů. Do širšího kádru reprezentace se dostal jako hráč druholigové Prievidzy. Za československou reprezentaci odehrál 7. 9. 1977 jedno utkání (přátelský zápas s Tureckem). Vítěz Slovenského poháru a finalista Československého poháru 1978.

## Ligová bilance
| Ročník                                      | Zápasy | Góly | Minuty | Klub                 |
| ------------------------------------------- | ------ | ---- | ------ | -------------------- |
| Slovenská fotbalová divize 1969/70          | -      | -    | -      | Inter Bratislava "B" |
| 1. slovenská národní fotbalová liga 1970/71 | -      | 13   | -      | Dukla Nováky         |
| 1. slovenská národní fotbalová liga 1971/72 | -      | 12   | -      | Dukla Nováky         |
| 2. československá fotbalová liga 1972/73    | -      | 11   | -      | Baník Prievidza      |
| 2. československá fotbalová liga 1973/74    | -      | 5    | -      | Baník Prievidza      |
| 2. československá fotbalová liga 1974/75    | -      | 15   | -      | Baník Prievidza      |
| 2. československá fotbalová liga 1975/76    | 14     | 6    | 1260   | Baník Prievidza      |
| 1. československá fotbalová liga 1976/77    | 29     | 11   | 2598   | Jednota Trenčín      |
| 1. československá fotbalová liga 1977/78    | 30     | 10   | 2597   | Jednota Trenčín      |
| 1. československá fotbalová liga 1978/79    | 30     | 14   | 2637   | Jednota Trenčín      |
| 1. československá fotbalová liga 1979/80    | 26     | 4    | 2257   | Jednota Trenčín      |
| 1. slovenská národní fotbalová liga 1980/81 | 15     | 2    | -      | Jednota Trenčín      |
| 2. slovenská národní fotbalová liga 1981/82 | -      | -    | -      | Jednota Trenčín      |
| 1. slovenská národní fotbalová liga 1982/83 | 25     | 2    | -      | TTS Trenčín          |
| 1. slovenská národní fotbalová liga 1983/84 | 5      | 2    | -      | TTS Trenčín          |
| 1. LIGA CELKEM                              | 115    | 39   | 10089  |                      |